# Philipp Hildebrand

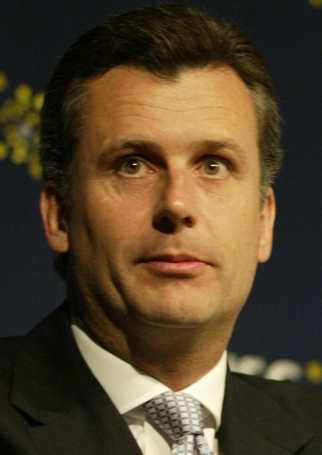
Philipp Hildebrand im Mai 2005 am 35. St. Gallen Symposium

Philipp Michael Hildebrand (* 19. Juli 1963 in Bern) ist ein Schweizer Ökonom und Politologe. Er war ab 2003 Mitglied des Direktoriums der Schweizerischen Nationalbank und zwischen dem 1. Januar 2010 und dem 9. Januar 2012 deren Präsident. Seit Oktober 2012 ist er Vice Chairman beim Vermögensverwalter BlackRock. 
Am 1. Juli 2022 übernahm er das Präsidium der Zürcher Kunstgesellschaft, dem Trägerverein des Kunsthauses Zürich.

## Leben
Hildebrand wuchs in Horw im Kanton Luzern zweisprachig in Deutsch und Englisch auf. Während seiner Ausbildung an der Kantonsschule Stadelhofen in Zürich wechselte er für ein Auslandjahr an die Darien Highschool in den USA. Nach der Maturität in Zürich erwarb er 1988 den Bachelor of Arts an der University of Toronto. Es folgten Nachdiplomstudien am Genfer Hochschulinstitut für internationale Studien (HEI), am Europäischen Hochschulinstitut (EUI) in Florenz und am Center for International Affairs der Harvard University. 1994 doktorierte er an der University of Oxford.
Seine berufliche Laufbahn begann Hildebrand 1994 beim Weltwirtschaftsforum in Genf, bei dem er als Mitglied der Geschäftsleitung regionaler Verantwortlicher für Europa und die WEF-Aktivitäten im Bereich Finanzdienstleistungen war. 1995 wechselte er zum US-amerikanischen Vermögensverwalter und Hedgefonds Moore Capital Management (MCM) in London und New York und wurde dort ab 1997 Partner. Im August 2000 trat Hildebrand als Chief Investment Officer in die Zürcher Privatbank Vontobel ein. Im Oktober 2001 wechselte er zur Union Bancaire Privée in Genf. Dort war er als Generaldirektor und Mitglied des Exekutivkomitees für die gesamte Vermögensverwaltung verantwortlich. 
Auf Juli 2003 wurde Hildebrand vom Bundesrat zum Mitglied des Direktoriums der Schweizerischen Nationalbank ernannt. Dort übernahm er die Leitung des III. Departements in Zürich, das für die Bereiche Geldmarkt und Devisenhandel, Asset Management, Risikomanagement, Operatives Bankgeschäft und Informatik zuständig ist. Per Anfang Mai 2007 ernannte ihn der Bundesrat zum Vizepräsidenten des Direktoriums und Vorsteher des II. Departements in Bern, das die Bereiche Bargeld, Finanzen, Finanzsysteme und Sicherheit umfasst. Im April 2009 wurde Hildebrand vom Bundesrat zum Präsidenten des Direktoriums gewählt. Er trat damit die Nachfolge von Jean-Pierre Roth an und übernahm die Leitung des I. Departements in Zürich, das die Bereiche Internationale Angelegenheiten, Volkswirtschaft, Recht und Dienste, Personal, Kommunikation sowie regionale Wirtschaftskontakte umfasst.
Darüber hinaus war Hildebrand von 2006 bis 2007 Vorsitzender der Stellvertreter der Zehnergruppe (G-10). Ab August 2006 war er Präsident des Stiftungsrates des «International Center for Monetary and Banking Studies» (ICMB) in Genf. Er vertrat die Schweiz im Steuerungsausschuss sowie im Plenum des Financial Stability Board (FSB); von November 2011 bis Januar 2012 war er Vize-Vorsitzender des FSB. Er war Mitglied des «Comité stratégique» von «Agence France Trésor», des für die Schulden- und Vermögensverwaltung Frankreichs zuständigen Organs und ab Frühjahr 2009 Vorsitzender der «Working Party No. 3» der OECD. Ab 2002 hatte er zudem als Gastprofessor für Volkswirtschaft und Politologie einen Lehrauftrag am Genfer Hochschulinstitut für internationale Studien inne. Ausserdem war er Mitglied des Verwaltungsrats der Bank für Internationalen Zahlungsausgleich (BIZ) in Basel. Seit 2008 ist er Mitglied der Group of Thirty. Hildebrand hat auch enge Verbindungen zur US-amerikanischen Notenbank Fed. Er schreibt regelmässig für die Zeitschrift «International Economy» in Washington und ist ferner Co-Autor des Werks «How Do Central Banks Talk?».
Im Dezember 2011 ernannte das Finanzmagazin The Banker Philipp Hildebrand zum Central Bank Governor of the Year 2012 – Europe. Gewürdigt wurde er insbesondere für seine Führungsstärke im Zuge der globalen Finanz- und Bankenkrise.
2024 wurde Hildebrand durch den französischen Präsidenten Emmanuel Macron zum Chevalier der französischen Ehrenlegion ernannt.
Hildebrand war in den 1980er-Jahren als Schwimmer Mitglied der Schweizer Schwimmnationalmannschaft und in den Jahren 1983/84 zweifacher Schweizer Meister. 
Hildebrand war mit der Galeristin Kashya Hildebrand verheiratet. Das Paar hat eine Tochter. Ab 2013 war er mit der Unternehmerin Margarita Louis-Dreyfus liiert, mit ihr hat er Zwillinge (* 2016). Im April 2024 heiratete er die kanadische Rechtsanwältin Kimberly, die er von seiner Studienzeiten am Lincoln College der University of Oxford her kannte.

## Vorwurf des Insiderhandels und Rücktritt
Im Dezember 2011 bzw. Januar 2012 kam Hildebrand wegen Insiderhandelsvorwürfen, insbesondere wegen eines Devisenkaufs von 504'000 US-Dollar gegen Schweizer Franken seiner Frau Kashya Hildebrand im August 2011 über sein Konto – nach seinen Angaben ohne sein vorgängiges Wissen – im Vorfeld der Festlegung des Euro-Mindestkurses von 1.20 Schweizer Franken pro Euro durch die Schweizerische Nationalbank im September 2011, stark unter Druck. 
Rechtsanwalt und SVP-Kantonsrat Hermann Lei spielte die von einem Bankmitarbeiter der Bank Sarasin gestohlenen Kontounterlagen von Hildebrand dem Nationalrat Christoph Blocher zu. Blocher informierte zunächst den Bundesrat als Kontrollbehörde der SNB über die Transaktionen, daraufhin beauftragte der Bankrat die Revisionsstelle PricewaterhouseCoopers (PWC) mit der Untersuchung der Banktransaktionen der Familie Hildebrand im Jahr 2011. PWC kam zum Schluss, dass kein Verstoss gegen das Reglement über Eigengeschäfte mit Finanzinstrumenten vorliege und dass alle Transaktionen regelkonform getätigt worden seien. Nach einer Darstellung durch Urs Paul Engeler in der Wochenzeitung Die Weltwoche soll Philipp Hildebrand die umstrittenen Devisengeschäfte selbst in Auftrag gegeben haben. Hildebrand bestritt diese Vorwürfe. Die Unterlagen bekam die Weltwoche durch Hermann Lei.
Am 9. Januar 2012 gab die Schweizerische Nationalbank bekannt, dass Hildebrand sein Amt mit sofortiger Wirkung zur Verfügung stelle. In der folgenden Pressekonferenz begründete Hildebrand seinen Rücktritt damit, dass er «in Anbetracht der andauernden öffentlichen Debatte rund um diese Finanztransaktionen, nach gründlicher Prüfung der gesamten Dokumentation und eingehendem Nachdenken seit der Medienkonferenz» zum Schluss gekommen sei, dass «es nicht möglich ist, einen abschliessenden Beweis zu liefern, dass meine Frau ohne mein Wissen die Devisentransaktion am 15. August veranlasst hat.» Er bekräftigte die Aussage mit einem Ehrenwort. Mit seinem Rücktritt veröffentlichte er auch neue Dokumente, die ihn nicht eindeutig entlasteten. Gemäss den Dokumenten gab Hildebrand grundsätzlich sein Einverständnis für Dollartransaktionen seiner Frau im Vorfeld des umstrittenen Dollar-Kaufs vom August 2011, ordnete ihn aber nicht an.
Den Vorsitz des Direktoriums der SNB übernahm interimistisch Vizepräsident Thomas Jordan.
Im Januar 2012 beauftragte der Bankrat der SNB die Revisionsgesellschaft KPMG Schweiz mit der Durchsicht und Analyse aller noch nicht in der Öffentlichkeit bekannten und bereits geprüften Finanztransaktionen von Philipp Hildebrand und aller Mitglieder des Erweiterten Direktoriums sowie deren Angehörigen (ausgenommen von Kashya Hildebrand) der SNB für den Zeitraum von 1. Januar 2009 bis 31. Dezember 2011. KPMG Schweiz publizierte ihren Prüfungsbericht am 7. März 2012. KPMG fand keine Reglementsverletzungen. Mitte März 2012 weitete die Nationalbank den Prüfungsauftrag auf die Konten von Ehefrau Kashya Hildebrand aus. Am 25. April 2012 folgte das Resultat der Prüfung der Privat- und Geschäftskonti von Kashya Hildebrand. Die Überprüfung umfasste alle Devisentransaktionen ab 20'000 Franken und alle übrigen Transaktionen ab 100'000 Franken im Zeitraum vom 1. Januar 2009 bis Ende Dezember 2011. Es wurden keine Reglementsverletzungen festgestellt.
Bei der Staatsanwaltschaft wurden wegen Verstosses gegen die Insiderstrafnorm Anzeigen gegen Hildebrand und dessen Frau eingereicht. Im September 2013 wurden die entsprechenden Verfahren formell mit einer Nichtanhandnahmeverfügung erledigt, weil Devisengeschäfte nach dem Wortlaut von Art. 161 StGB nicht in den Geltungsbereich der Insiderstrafnorm fallen.

## Zeit nach Rücktritt als Präsident der Nationalbank
Im März 2012 wurde bekannt, dass Philipp Hildebrand an der Blavatnik School of Government der Universität Oxford eine Gaststelle als Forschungsbeauftragter angenommen hat. Seit Oktober 2012 betreut er beim weltgrössten Vermögensverwalter BlackRock in London als Vice Chairman institutionelle Anleger in Europa, dem Nahen Osten, Afrika und Asien sowie Pazifik.
Vom 11. bis 14. Juni 2015 nahm er an der 63. Bilderberg-Konferenz in Telfs-Buchen in Österreich teil.
Am 28. Oktober 2020 wurde er vom Bundesrat als Kandidaten für das Amt des Generalsekretärs der Organisation für wirtschaftliche Zusammenarbeit und Entwicklung (OECD) vorgeschlagen, um dort die Nachfolge des Ende Mai 2021 abtretenden Generalsekretärs Ángel Gurría zu übernehmen. Am 25. Februar 2021 zog er seine Kandidatur zurück. Als Grund nannte er fehlende breite Unterstützung aller OECD-Mitgliedsländer. In diesen kritischen Zeiten für die Weltwirtschaft sei es essenziell, dass der neue Chef der OECD die breite Unterstützung aller OECD-Mitgliedsländer geniesse.
Am 30. Mai 2022 wurde er zum Präsidenten der Zürcher Kunstgesellschaft mit dem Amtsantritt per 1. Juli 2022 gewählt.

## Dokumentation
- Hansjürg Zumstein: Der erzwungene Rücktritt. Warum Nationalbank-Präsident Hildebrand gehen musste. Video in: Schweizer Fernsehen, DOK vom 14. Juni 2012 (50 Minuten)